# بیوه سرخ
بیوه سرخ (انگلیسی: The Red Widow) یک فیلم گمشده صامت رمانتیک آمریکایی محصول سال ۱۹۱۶ به کارگردانی جیمز دورکین، نویسندگی هیو فورد و تهیه‌کنندگی فیمس پلیرز-لسکی است.